# Hegyhátsál, Vas
Hegyhátsál  este un sat în districtul Körmend, județul Vas, Ungaria, având o populație de 159 de locuitori (2011). 

## Demografie
Componența etnică a satului Hegyhátsál
     Maghiari (97,26%)
     Germani (2,74%)
Componența confesională a satului Hegyhátsál
     Romano-catolici (80,5%)
     Reformați (1,89%)
     Necunoscută (17,61%)
Conform recensământului din 2011, satul Hegyhátsál avea 159 de locuitori. Din punct de vedere etnic, majoritatea locuitorilor (97,26%) erau maghiari, cu o minoritate de germani (2,74%).  Din punct de vedere confesional, majoritatea locuitorilor (80,5%) erau romano-catolici, cu o minoritate de reformați (1,89%). Pentru 17,61% din locuitori nu este cunoscută apartenența confesională.